# Jung Young-joo
Jung Young-joo (정영주?; Seul, 23 maggio 1971) è un'attrice e interprete di musical sudcoreana, nota per la sua carriera versatile in televisione, cinema e teatro musicale.

## Carriera
Ha studiato al Dipartimento di Arte Drammatica del Seoul Institute of the Arts e al Dipartimento di Musica Vocale dell'Università di Myongji.
Durante i suoi anni di formazione, ha iniziato a farsi notare partecipando a concorsi musicali e apparendo in produzioni teatrali. La sua capacità di combinare interpretazioni emozionanti con una voce potente l'ha portata ad affermarsi come una delle figure principali del teatro musicale sudcoreano.

## Filmografia

### Cinema
- Happy Together (해피 투게더), regia di Kim Jung-Hwan (2018)
- Double Patty (더블패티), regia di Paek Seung Hwan (2021)
- Keun-eomma-ui michin bonggo (큰엄마의 미친 봉고), regia di Paek Seung-Hwan (2021)
- Tteudeo-un pi (뜨거운 피), regia di Cheon Myeong-kwan (2022)
- Sim-ya cafe: Sarajin heoni (심야카페: 사라진 허니), regia di Jung Yoon-Soo (2022)
- Hwasahan geunyeo (화사한 그녀), regia di Lee Seung-Joon (2023)
- Badland Hunters (황야), regia di Heo Myung-Haeng (2024)

### Televisione
- Signal (시그널) – serie TV, episodi 13, 16 (2016)
- Cinderella-wa ne myeong-ui gisa (신데렐라와 네 명의 기사) – serie TV, 16 episodi (2016)
- Buam-dong boksujadeul (부암동 복수자들) – serie TV, 12 episodi (2017)
- Hello, My Twenties! 2 (청춘시대 2) – serie TV, 14 episodi (2017)
- Jugglers (저글러스) – serie TV, 16 episodi (2017-2018)
- Na-ui ajeossi (나의 아저씨) – serie TV, 16 episodi (2018)
- Namja Osu (그남자 오수) – serie TV, 16 episodi (2018)
- Hunnamjeong-eum (훈남정음) – serie TV, 32 episodi (2018)
- Geunyeoro malhal geot gat-eumyeon (그녀로 말할 것 같으면) – serie TV, 40 episodi (2018)
- Manyeo-ui sarang (마녀의 사랑) – serie TV, 16 episodi (2018)
- Gyeryongseonnyeojeon (계룡선녀전) – serie TV, 16 episodi (2018)
- Nae dwi-e Terrius (내 뒤에 테리우스) – serie TV, episodio 4 (2018)
- Yeorhyeolsaje (열혈사제) – serie TV, 20 episodi (2019)
- Psychometric geunyeoseok (사이코메트리 그녀석) – serie TV, 16 episodi (2019)
- Yeor-yeodeolb-ui sun-gan (열여덟의 순간) – serie TV, 16 episodi (2019)
- Hwanggeumjeong-won (황금정원) – serie TV, 50 episodi (2019)
- Pegasus Market (페가수스 마켓) – serie TV, 16 episodi (2019)
- Kkondae Intern (꼰대인턴) – serie TV, episodi 6-7 (2020)
- Vincenzo (빈센조) – serie TV, episodio 5 (2021)
- Bossam - Unmyeong-eul humchida (보쌈: 운명을 훔치다) – serie TV, episodi 5-6 (2021)
- Move to Heaven (무브 투 헤븐: 나는 요즘 살아있다) – serie TV, episodio 2 (2021)
- Penthouse: War in Life (펜트하우스 3) – serie TV, episodio 1 (2021)
- Oneulbuteo engine on (오늘부터 엔진 온) – serie TV, 12 episodi (2021)
- High Class (하이클래스) – serie TV, 16 episodi (2021)
- Kkotpimyeon dalsaenggakhago (꽃피면 달생각하고) – serie TV, 16 episodi (2021-2022)
- Rookie Cops (너와 나의 경찰수업) – serie TV, 16 episodi (2022)
- Business Proposal (사내맞선) – serie TV, 12 episodi (2022)
- Il diario della mia libertà (나의 해방일지) – serie TV, episodio 15 (2022)
- Jigeumbuteo, showtime! (지금부터 쇼타임!) – serie TV, episodi 6-7 (2022)
- Connect (커넥트) – serie TV, episodio 2 (2022)
- Kokdu-ui gyejeol (꼰두의 계절) – serie TV, episodio 1 (2023)
- Han River Police (한강) – serie TV, 6 episodi (2023)
- Oneuldo sarangseureopge (오늘도 사랑스럽개) – serie TV, 16 episodi (2023)
- Seon-jae eopgo teu-wi-o (선재업고트위오) – serie TV, 12 episodi (2024)
- Miss Night and Day (낮과 밤 다른 그녀) – serie TV, 16 episodi (2024)
- Good Partner (굿 파트너) – serie TV, episodio 5 (2024)
- Tarot: Ilgop jang-ui i-yagi (타로: 일곱 장의 이야기) – serie TV, 12 episodi (2024)
- A Virtuous Business (정숙한 세일즈) – serie TV, 12 episodi (2024)
- Le stelle parlano di noi (별들에겐 물어봐) – serie TV, 16 episodi (2025)